# Centre de préparation olympique de Formia
Le Centre de préparation olympique de Formia (en italien : Centro di preparazione olimpica di Formia) est un complexe sportif situé dans la ville de Formia, dans la région italienne du Latium.

## Histoire
Né en 1955 sur une idée de Bruno Zauli comme École nationale d'athlétisme, il appartient au CONI.